# Montezumia ignota
Montezumia ignota är en stekelart som beskrevs av Willink 1982. Montezumia ignota ingår i släktet Montezumia och familjen Eumenidae. Inga underarter finns listade i Catalogue of Life.